# Precenicco
Precenicco là một đô thị ở tỉnh Udine trong vùng Friuli-Venezia Giulia thuộc Ý, có cự ly khoảng 60 km về phía tây bắc của Trieste và khoảng 30 km về phía tây nam của Udine. Tại thời điểm ngày 31 tháng 12 năm 2004, đô thị này có dân số 1.506 người và diện tích là 26,9 km².
Đô thị Precenicco có các frazione (đơn vị cấp dưới) Titiano.
Precenicco giáp các đô thị: Latisana, Marano Lagunare, Palazzolo dello Stella.